# Арсеније Лома
Арсеније Лома (Гојна Гора, око 1778 — Брусница, 1815) био је војвода Качерски. Рођен је у Гојној Гори, од оца Јоксима Кнежевића, који се, у време досељавања нових становника, убрзо након Арсенијевог рођења, преселио у Драгољ. По родовском предању, даљом старином потиче од старог рода Ломигорића.
Овог великог јунака у многим борбама савременици су овако описали: „Стаса је био висок, снаге крупне, пуне; смеђ; дугих, а ретких бркова; низ леђа му је увек висила плетеница косе, а на себи је свакад носио зелену доламу, имао је на кантар 110 ока.“

## Биографија
Рођен је око 1770. године у Драгољу. Његов отац, Јоксим Кнежевић, по наговору Стевана Савића, деде чувеног српског државника Илије Савића Гарашанина, средином XVIII века дошао је из Гојне Горе и населио се у Гараше одакле се даље селио у Полом, на планини Букуљи, да би се на крају скрасио у драгољском крају Лисине.
У Гојној Гори је река Ловница, која се раније звала Ломница, као и потес око ње Лом, за који постоји претпоставка да је место где се налазила баштина Ломиних предака Кнежевића. Од овог топонима потиче презиме Лома а касније Ломић.
Када је Арсеније одрастао насељава се код извора Прсковача одакле се са омање заравни пружа леп поглед на Качерску долину и царски пут који је преко Босуте, венцем Дудинца и Широковца преко Главице, водио између Живковаца са једне и Јеловаика и Гараша са друге стране, преко Вагана за Колубару и даље за Београд.
Једна од легенди казује како је Лома дошао у Драгољ:
| „ | “У Драгољу је живео Павле Ћосић који је много путовао тражећи посао. Једног дана са својим друговима Војином и Перишом Ракићем наиђу у село Ломну Гору које је било врло кршевито и у брдима. Због тога се и звало тако. Ту заноће код домаћина Јована Бакаима који је имао три ћерке и сина Арсенија. Ту се некако заподене прича и Павле се загледа и касније ожени са једном од ћерки Јовановом. | ” |

Верује се да су Арсеније Лома и Васа Чарапић заједно учествовали у Аустријско-турском рату  као фрајкорци 1787-1788. године и да су тада са Карађорђем и Јованом Крстовићем из Буковика научили вештини ратовања оружјем.
Почетком маја 1788. напали су Турци на Аустрију од Видина према Пожаревцу и дошли до Београда. Уплашено српско становништво или се повлачило или бежало преко Саве и Дунава а Турци су се, због учешћа Срба у борбама против њих, светили и строго их кажњавали.
По доласку на власт у Турској 1789. године, Султан Селим III се искрено трудио, да турску управу и цео систем ослободи трулежи и дигне државу на европски ниво. Међу првим мерама у султановим реформама, била је забрана јаничарима да живе у Србији, односно у Београдском пашалуку, јер су се одметнули од султана и заводили своју тортуру у народу.

## Први српски устанак
Био је међу зачетницима Првог српског устанка. Показао се јунаком међу устаницима које је војвода Милан Обреновић довео Карађорђу у Бој на Руднику. Постао је буљукбаша у Качеру. Истицао се великим јунаштвом и рањаван је више пута. Неке од рана никад нису зарасле.
Карађорђе га је 1811. поставио за војводу у Качеру. Године 1813, држао је са Качерцима велики шанац у Делиграду месец дана по турском заузећу Београда и пропасти Србије, одакле се сам повукао. Турцима се предао старањем кнеза Милоша.
После освајања Рудника 6. марта он, заједно са Мутапом, креће ка Чачку те уз помоћ Милића Дринчића са 300 коњаника, град бива ослобођен 24. марта. Следе победничке битке за Карановац (Краљево) 9. јула и Ужице 12. августа 1805. године.
Порта поставља за везира Београдског пашалука Хафиз- пашу из Ниша који такође окупља избегле Турке око себе са намером да нападне Србе. Тако пође 17. августа према Нишу али га заустави на Иванковцу Миленко Стојковић и не даде му пролаз. После велике борбе Срби одбију Турке и то је била прва борба Срба против Паше кога  је султан послао. Кад се за то у Цариграду сазнало , настало је велико незадовољство. Султан је објавио чак “Свети рат” устаницима и именовао Ибрахим-пашу за команданта.
Ратује даље 1806. у Санџаку и Рашкој под командом Милана Обреновића. Појављује се и у Пријепољу где је први од Срба дошао у контакт са Црногорцима из племена Васојевића. После повлачења Срба из Сјенице и Пријепоља 1806. године због најезде Турака, многе фамилије долазе у Качер,( наводи се да је дошло 74 фамилије које данас чине староседеоце овог краја), када се формирају качерска насеља.
Велике победе Срби су остварили 1806. године, прва на Мишару у августу, а затим победа над Сулејман пашом код Сјенице. После тих победа ослобођен је Београд.
Богдан Секендек описујући „Мишарску битку“ каже:
| „ | …У бељинском логору Карађорђе је прикупио устаничку војску Шабачке и Ваљевске нахије, Шумадинце, Моравце, Гружане, Рудничане. Српске снаге су бројале 8500 до 9000 устаника, од чега 7000 пешака, а остало су били коњаници. Од тешког наоружања имали су три топа и једну хаубицу. Устаници су се поносили већ прослављеним тешким топовима “крњом” и “шибоњом”. (Први је био окрњен у претходним бојевима, а други је веома успешно тукао-шибао картечом). Заповедник свих снага био је Карађорђе Петровић. Уз њега су били Јаков и прота Матеја Ненадовић, Милан и Милош Обреновић, поп Лука Лазаревић, Стојан Чупић, прота Никола Смиљанић, кнез Сима Марковић, кнез Теодосије из Кнића, Лазар Мутап, Јован Курсула, Цинцар Јанко и Марко, Милић Дринчић, Арсеније Лома, Милош Стојићевић – Поцерац, Милоје Петровић – Трнавац и други. Искуство је учило Карађорђа да ако нападне Турке у Шапцу, предност ће бити на њиховој страни, јер су могућности за њихову одбрану знатно веће. Зато је настојао да изазове Сулејман-пашу Скопљака на одлучан бој у месту које устаницима више одговара… | ” |

Међу 67 првака из Србије 10. јануара 1811. године Арсеније Лома добија високо звање војводе. Лома је са својим Качерцима ишао са фронта на фронт, али је изгледа највише ратничких дана провео на Делиграду, на веома важном утврђењу између Ражња и Алексинца. Своје Качерце ушанчио је десно од главнокомандујућег Младена Миловановића а до њега је био Лазар Мутап са војском из Моравске кнежине. Вожд  је после боја на Мишару са делом својих снага стигао у Делиград, појачао српске снаге на 10.000 устаника и преузео команду.

## Други српски устанак
Кобне 1813. године Србија је била прегажена и покорена, а дотадашњи прваци растурени и растројени. Највећи број народних вођа напустио је Србију и прешао у Аустрију међусобно завађени и подељени. Касније су прешли у Русију.
Срби су убрзо изгубили свако самопоуздање; у земљи је владао хаос, малаксалост и очајање почело је да овлађује код већине. Градови и утврђења, које су некада Срби са необичном храброшћу и великим напорима освајали, предавани су Турцима готово без отпора. Србија  је у јесен 1813 год. наново покорена. Сулејман-паша, који је именован за београдског везира, желео је да насилно поврати мир и ред у Србији. Спроведен је терор над Србима и настао прави покољ. Сви бољи, честитији и виђенији људи у народу били су, у току године, за време обновљене турске владавине у београдском пашалуку, убијани, клани и натицани на коље.
Време, између Првог и Другог српског устанка 1813-1815. године, запамћено је по најгорем зулуму Турака. Срби су се хватали за оружје приморавани насиљем који је имао облик геноцида. Јавно су стављени ван закона, па су султанови одметници, дахије, а потом званичне турске власти, са султановим наредбама 1813-1815. године масовно, буквално натерали Србе на оружје.
На једном састанку је донета одлука да се Милош Обреновић обавеже да пристане са народом на устанак, а ако се не сложи и не пође у борбу против Турака, да га убију. Мада је на збору у Рудовцима било је и оних којима Милош није био по вољи, поготово што је био против Хаџи Проданове буне, те је сматран и “турским човеком”. Збор је одредио Лому и он се заклео да он то “закључење њено изврши”. Лома се прими овога, закуне се и завери збору:
| „ | да ће гледати да Милоша народњем устанку приволи, а ако не хтедне, да ће га он као Турчина сматрати и у првој га згодној бусији убити, да не служи ни Турцима, кад неће свом народу и кукавној сиротињи у овако нечувеној нужди и страдању и тако да се од њега најпре почне, па онда то ће лашње биће на Турке. | ” |

Лома је сам је на цветни четвртак покренуо устанак протеравши Турке са Рудника. Милошу су запретили и Милутин Гарашанин, Лазар Мутап, боравећи крај његове куће спремни да га убију ако се не прикључи устанку, него пређе на страну Турака као што је то учинио за устанка Хаџи Продана када је на стотине Срба предавао Турцима да се на коље набијају у Београд. Тако је Милош барјак развио  тек сутрадан и то пред својом кућом, Паштрмчев барјак.

## Смрт
Сестрић Аге Токатлића убио је Арсенија Лому из освете. Постоје породице са презименима Ломић, Лома, Ломовић и Ломигорић, које се сматрају његовим потомцима. По њему су назване улице у многим градовима Србије.
Ломина смрт изазвала је велику жалост у народу који га је постакао, одајући му признање за енергичнију борбу са Турцима.
Кнез Михаило је 23. маја 1865. године поводом 50 година од Другог српског устанка код цркве у Топчидеру посмртно одликовао Арсенија Лому чије су одликовање примили, млађа ћерка Перуника и унук Сретен Ломић артиљеријски мајор (био је командант окружне ћупријске војске у ратовима 1876/77. године).
Сахрањен је у центру варошице Рудник, испод пригодног споменика од белог мермера, поред улаза у школу која се зове по њему. Споменик је посвећен Ломи и свим ратницима са Рудника палим у ратовима 1812-1820.
По њему је названа ОШ „Арсеније Лома” Рудник.

## Наслеђе
О Ломи постоји много легенди, али мало песама које је забележио Вук Караџић који је после 1813. године напустио Србију са Карађорђем.
Сачувана је песма Бој на Чачку у којој вила београдском везиру Сулејман–паши казује ове стихове:
| „ | Залуду си земљу одузео, Рашћерао српске војеводе, Једне к мору, а друге к Дунаву, Кад везиру, јеси оставио, Оставио до три љуте гује: Једну гују војводу Мутапа, другу гују Лома Арсенија, трећу гују посинка Милоша. | ” |

Лома је био и дародавац књига. Његов Триод чува се у белановачкој цркви, где стоји запис који је написан за трећу годишњицу Ломине смрти:
| „ | откупи Арсеније ломо Триод Светој церкви шутачкој Своме роду Живим за здравље 1818. лето Април 3. ден | ” |